# 宋宝安
宋宝安（1963年4月—），男，籍贯湖南益阳，生于广东深圳，中国农药学专家，中国工程院院士。

## 生平
宋宝安在广东省深圳市宝安区一处军营出生，其父亲在深圳市宝安区驻守边防，便得名宋宝安。1969年，6岁的宋宝安随其父亲到贵州省铜仁地区石阡县生活。
1983年获贵州大学理学学士学位，1986年获化工部沈阳化工研究院工学硕士学位，2003年获南京农业大学农药学博士学位。2015年当选为中国工程院院士。2018年2月24日，当选为第十三届全国人大代表。
2018年5月，任贵州大学校长。

## 家庭
妻子胡德禹是农药学家，贵州大学精细化工研究开发中心教授。